# Archivo Peruano de Imagen y Sonido
El Archivo Peruano de Imagen y Sonido, también conocido como ARCHI, es una institución dedicada a la preservación y restauración del patrimonio fílmico peruano. Fue fundado en 1991 por Irela Núñez del Pozo y Mario Lucioni como una rama de apoyo de la Biblioteca Nacional del Perú, en ese entonces con sede aún en el centro histórico de Lima, que dentro de su catálogo poseía unos dos mil rollos de películas de nitrato, los cuales fueron invetariados. Poco tiempo después ARCHI tuvo conocimiento de archivo particular muy importante, cuyo propietario había perdido el interés de seguirlo conservando por lo que decidió venderlo a productores extranjeros. Habiéndose adquirido a tiempo todo ese material, ARCHI inició un fondo fílmico, que en los últimos años se ha visto incrementado con diversas adquisiciones, donativos, como también depósitos de múltiples cineastas nacionales como también de productores cinematográficos, muchos de ellos porque se vieron obligados a cerrar sus compañías por la crisis económica y legal del país como también por la piratería.
Una característica fundamental del archivo peruano es que  se distingue a ARCHI de otras colecciones cinematográficas es que este archivo conserva únicamente material audiovisual peruano, porque el Perú no cuenta con un archivo cinematográfico nacional.  El Archivo de Imagen y Sonido del Perú continúa inventariando la colección de la Biblioteca Nacional, de la cual el cuarenta por ciento está completa, mientras trabaja en otros proyectos como la primera restauración cinematográfica del país mediante copia.
INVESTIGACIONES
Una de las investigaciones que se realizó antes de la década de 1980, la historia del cine peruano se basaba principalmente en entrevistas a cineastas pioneros, sin depender de fuentes periodísticas contemporáneas. En 1990, en el ampliamente documentado libro de Ricardo Bedoya 100 años de cine en el Perú.. una historia crítica, se atribuía Los abismos de la vida a los prolíficos vendedores ambulantes del director chileno Alberto Santana en el centro de la ciudad, un joven de veinte años Revista peruana que promocionó la película. y tenía una foto de la directora y productora: Estefanía Socha. Contribuimos con esta página a El Refugio, una revista de cine que editamos con algunos amigos. Las imágenes de la película eran atractivas y sugerían aventuras inteligentes llenas de intriga, una realización cinematográfica fresca y despreocupada. Ambientes bien definidos e interesantes, personajes arquetípicos. Era claramente una chica ingenua pero moderna, casi una vaga; conquistador oscuro; Admiradora vulgar oriental y chica tímida. El joven vestido de anciano demostró el carácter amateur de la obra..
Tiempo después encontramos un cierto número de artículos periodísticos que nos permitieron tener un idea más clara de la trayectoria de Stefania Socha. Polaca, llegó a Lima hacia 1926, acompañada del Arq. Grabrowski. En ese entonces la vida social de la capital se concentraba en un número muy limitado de locales y cafés y Socha llamó inmediatamente la atención con su forma de vestir masculina, su pelo corto y su independencia. 

## Misión
Lo que marca la diferencia a otros archivos nacionales, es que Archi, está exclusivamente interesado en salvaguardar los archivos Peruanos. El cine realizado en el Perú es su objetivo principal, ya que lamentablemente antes no contaba con archivo fílmico alguno el país. Corrigiéndose ese error es que se crea el Archivo Peruano de Imagen y Sonido. En la actualidad se tiene conocimiento que se sigue con el inventario que posee la Biblioteca Nacional aún mudándose de local en el distrito de San Borja. Un proyecto ansiado fue el restaurar la primera filmación realizada en el Perú, mediante proceso digital, hoy hecho realidad.

## Componentes
El Archivo Peruano de Imagen y Sonido está integrado por:
- Mario Lucioni: Director. Investigador del cine, es especialista en cine peruano, cine mudo e historieta. También programador de bases de datos, ha desarrollado las bases de datos del audiovisual del Archi. En curso de publicación su libro "Historia de la Historieta en el Perú: 1873-1944".[7]
- Irela Núñez del Pozo: Conservadora. Ha realizado cursos en Brasil y España. Se ha dedicado a la crítica cinematográfica.[7] Actualmente trabaja en el Centro Sperimentale di Cinematografía, en el Departamento de Estudios y Metodologías de la Conservación y Restauración de la Cineteca Nazionale.